# 大屋大川
大屋大川（おおやおおかわ）は、広島県呉市にある河川。深山の滝がある。

## 周辺施設

### 交通
- 国道31号
- 広島県道66号呉環状線
- 呉ポートピア駅
- 広島呉道路
- 天応桟橋

### 教育
保育園・幼稚園
- 天応めぐみ幼稚園
- 天応めぐみ園
- 天応保育園

小学校
- 呉市立天応小学校

中学校
- 呉市立天応中学校

### 公共施設
- 天応公園
- 呉ポートピアパーク
- 天応西条公園
- 大屋公園

### その他
- JA呉 天応店
- ローソン 呉天応大浜4丁目店

### 観光地
- 深山の滝[注 1]